# Скарышев (гмина)
Скарышев (пол. Skaryszew) — гмина (волость) в Польше, входит как административная единица в Радомский повет, Мазовецкое воеводство. Население — 13 159 человек (на 2004 год).

## Демография
| Перепись                       | Всего   | Всего | Женщины | Женщины | Мужчины | Мужчины |
| ------------------------------ | ------- | ----- | ------- | ------- | ------- | ------- |
| Единицы                        | человек | %     | человек | %       | человек | %       |
| Население                      | 13 159  | 100   | 6604    | 50,2    | 6555    | 49,8    |
| Плотность населения (чел./км²) | 76,8    | 76,8  | 38,5    | 38,5    | 38,2    | 38,2    |

## Сельские округа
1. Анелин
2. Антонюв
3. Богуславице
4. Буяк
5. Хоментув-Пущ
6. Хоментув-Соха
7. Хоментув-Щыгел
8. Эдвардув
9. Гембажув
10. Гембажув-Колёня
11. Грабина
12. Хута-Скарышевска
13. Янув
14. Казимерувка
15. Клоновец-Корач
16. Клоновец-Курек
17. Кобыляны
18. Маковец
19. Макув
20. Макув-Новы
21. Мястечко
22. Моджеёвице
23. Нива-Одеховска
24. Новы-Дзежкувек
25. Одеховец
26. Одехув
27. Подсулишка
28. Солтыкув
29. Стары-Дзежкувек
30. Томашув
31. Вильчна
32. Вулька-Тварогова
33. Вымыслув
34. Залесе

## Соседние гмины
1. Гмина Гузд
2. Гмина Илжа
3. Гмина Казанув
4. Гмина Коваля
5. Радом
6. Гмина Тчув
7. Гмина Вежбица